# Gencjobioza
Gencjobioza – organiczny związek chemiczny z grupy disacharydów, zbudowany z dwóch cząsteczek D-glukozy połączonych wiązaniem β-(1→6)-glikozydowym. Krystaliczne ciało stałe, rozpuszczalne w wodzie i gorącym metanolu.
Ester digencjobiozowy krocetyny nosi nazwę krocyny i jest głównym barwnikiem szafranu; występuje też w kwiatach dziewanny.